# Galleria Borbonica
La Galleria Borbonica è una cavità sotterranea di Napoli che si estende sotto la collina di Pizzofalcone, nei pressi di Palazzo Reale, nel quartiere San Ferdinando.

## Storia
Con decreto del 19 febbraio 1853, Ferdinando II di Borbone commissionò all'architetto Errico Alvino un lungo traforo sotterraneo che collegasse il Largo della Reggia (odierna Piazza Plebiscito) a Piazza della Vittoria, passando al di sotto della collina di Pizzofalcone. Una prima idea di eseguire una galleria sotto il colle, che però non ebbe esiti né conseguenze concrete, fu elaborata da Antonio Niccolini verso il 1850. L'opera rientrava nell'ambito delle opere pubbliche, infrastrutture e non, ideate da Ferdinando II; il suo fine principale era tuttavia militare: doveva costituire una rapida via di fuga verso il mare per la famiglia reale in caso di tumulti e un rapido collegamento con la reggia per i soldati acquartierati nelle caserme di Chiaia: la Caserma della Vittoria e la Caserma della Cavallerizza.
Alvino prevedeva una galleria a due corsie con due marciapiedi ai lati: i due sbocchi erano a occidente su via della Pace (odierna via Morelli, aperta sempre nel 1853 dallo stesso Alvino), proprio davanti alla caserma della Vittoria, mentre a oriente presso l'attuale piazza Carolina, dietro la basilica di San Francesco di Paola. Il tunnel si sarebbe chiamato Galleria Reale, ed entrambe le corsie avrebbero assunto appellativi reali: quella che conduceva a Chiaia sarebbe stata intitolata Strada Regia, e quella in direzione opposta Strada Regina.
I lavori cominciarono subito, ad aprile dello stesso anno: si cominciò a scavare da occidente. Lungo il percorso il traforo intercettò una rete di cunicoli e cisterne legata all'antico acquedotto fatto costruire dal nobile Cesare Carmignano (1627-1629) al servizio della città e soprattutto di Pizzofalcone, ma anche alcune delle numerose cave, tra cui le cave Carafa, incontrate a pochi metri dall'inizio dello scavo. A comportare difficoltà al prosieguo dell'opera furono anche la morfologia irregolare del colle di Pizzofalcone e, in alcuni punti, il mancato consolidamento delle ceneri vulcaniche in roccia solida. Questi fattori costrinsero Alvino a rivedere il progetto, che venne modificato.
Il tunnel, scavato entro il 1855 dopo varie interruzioni, fu inaugurato il 25 maggio di quell'anno dal sovrano, che rimase molto colpito dall'abilità dimostrata da Alvino nel superare, pur lasciandole in attività, due cisterne dell'acquedotto con la costruzione di due distinti ponti sotterranei, considerati un vanto dell'ingegneria ottocentesca europea. Per l'occasione, il tunnel rimase aperto al pubblico, ignaro degli scopi militari dell'opera, per tre giorni. Tuttavia lo scavo non fu mai ultimato, in quanto fu interrotto per problemi morfologici nel medesimo anno, a poca distanza dal termine orientale, senza permettere dunque che sboccasse presso piazza Carolina.
La morte del re nel 1859, e le vicende storico-politiche che investirono il suo successore Francesco II delle Due Sicilie, ostacolarono la ripresa dello scavo, che rimase così incompiuto.

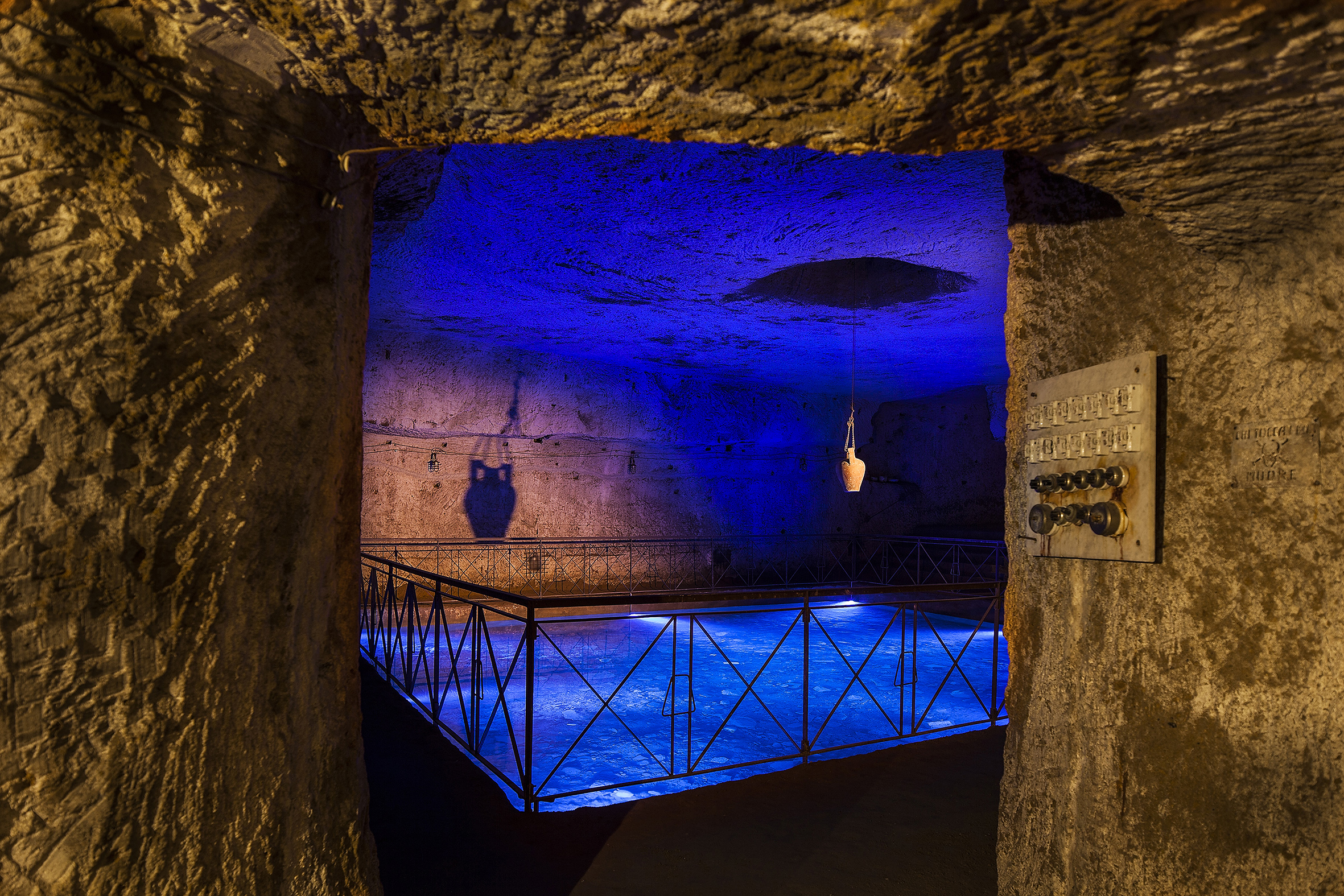
Cisterna usata come rifugio durante la II guerra mondiale

Il percorso, nel secolo successivo, fu abbandonato, fino a quando durante la Seconda Guerra Mondiale alcuni ambienti sotterranei furono adoperati e allestiti come rifugio antiaereo dal Genio militare, elettrificati e forniti di brandine, arnesi da cucina e latrine: poteva accadere infatti che la popolazione dovesse restare nel ricovero antiaereo anche per molti giorni.
Nel dopoguerra fino agli anni settanta, l'ambiente fu adibito a deposito giudiziario comunale e vi fu ricoverato vario materiale, come masserizie, moto e auto sequestrate. Inquilini dei palazzi soprastanti avevano intanto iniziato a usare le varie cave come discarica abusiva, gettandovi scriteriatamente ogni tipo di rifiuto tramite pozzi e aperture abusive.
Negli anni ottanta le cave Carafa furono adoperate come parcheggio e, durante gli scavi per la realizzazione della galleria della Linea Tranviaria Rapida in piazza del Plebiscito, il tunnel fu intercettato per errore: ciò comportò la riprogettazione dello scavo. Inoltre si tentò di rafforzare l'opera in corso iniettando materiali stabilizzanti nelle cavità.

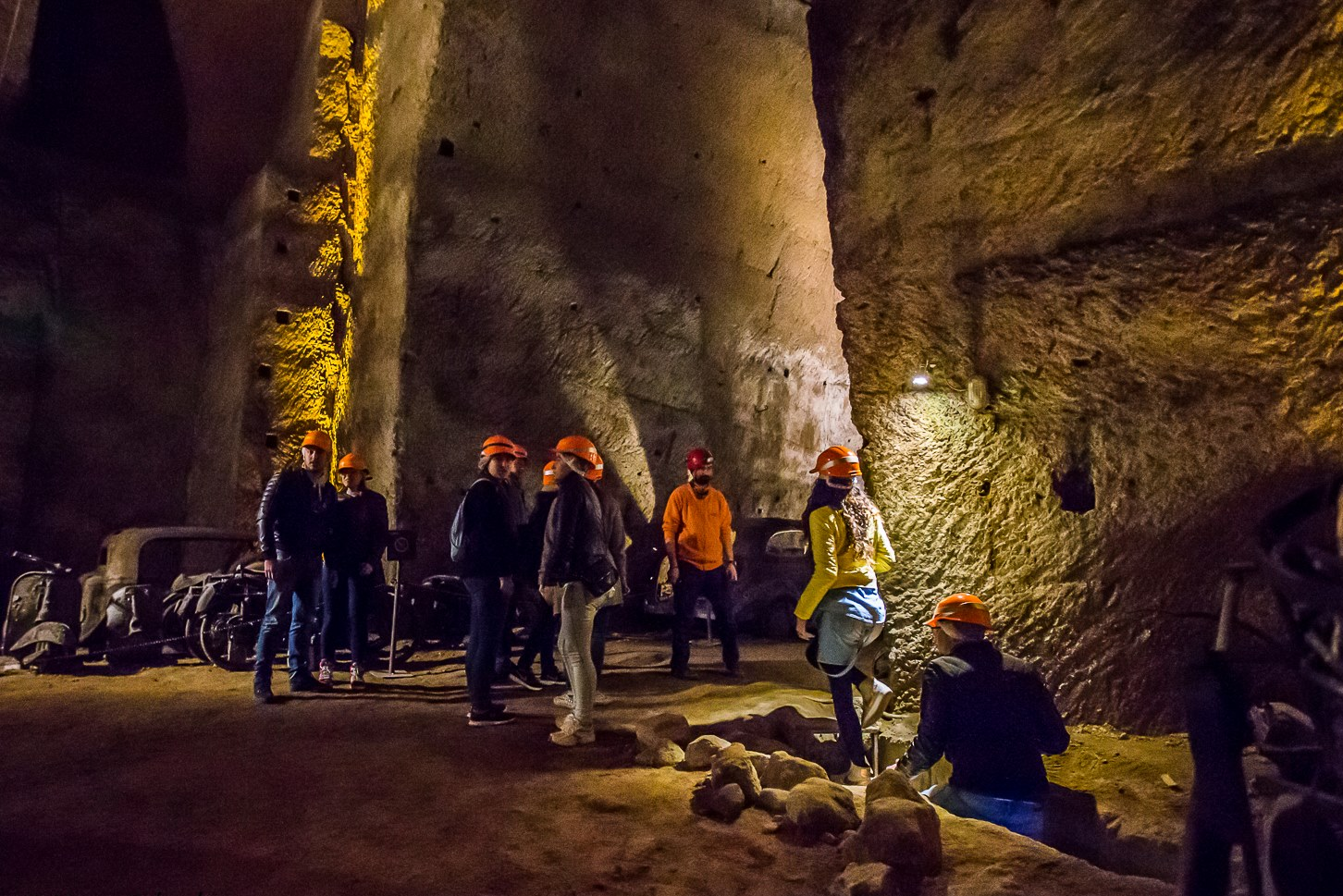
Visitatori nel 2017

## La riscoperta
Dal 2005 la struttura è tornata all'attenzione dei geologi che lo hanno ispezionato, su incarico del Commissariato di Governo per l'Emergenza Sottosuolo.
Nel 2007 furono riscoperti ulteriori ambienti e infine, dopo vari lavori di scavo e messa in sicurezza della struttura, il sito è stato aperto al pubblico dall'Associazione Culturale "Borbonica Sotterranea" il 29 ottobre 2010. Gli ambienti sommersi da metri e metri di detriti di vario genere sono ritornati allo stato originario, divenendo una rilevante attrazione turistica, grazie all'opera di volontari scavatori provenienti da tutte le zone della città, senza alcun contributo pubblico.
Il luogo è dotato di una scenografica illuminazione; tra gli altri interventi, vi è soprattutto quello del restauro e dell'esposizione delle auto e moto d'epoca ritrovate sul luogo, oltre che degli ulteriori ritrovamenti di rilievo, come ad esempio i resti di un monumento dedicato ad Aurelio Padovani, esponente fascista della prima ora, ritrovato nel marzo 2010 sotto cumuli di macerie. Inaugurato in piazza Santa Maria Degli Angeli a Pizzofalcone nel 1934, fu progettato da Marcello Canino e scolpito da Carlo de Veroli con la collaborazione di Guglielmo Roehrssen: in quel momento la piazza cambiò nome e prese quello del comandante fascista. La piazza mantenne il nuovo nome e l'imponente monumento per una decina d'anni. Nel secondo dopoguerra, la voglia di cancellare ogni simbolo del regime portò alla rimozione delle statue e alla restituzione dell'antica toponomastica.
Nel settembre 2013, grazie alle continue campagne di scavo, è stato ritrovato un secondo, enorme rifugio antiaereo su più livelli al di sotto della collina di Pizzofalcone, in prossimità di palazzo Serra di Cassano. Dopo vari lavori, è stata intercettata la scala di accesso da palazzo Serra di Cassano e il 30 gennaio 2016 il sito è stato aperto al pubblico. Gli ambienti, sommersi da metri e metri di detriti di vario genere, sono ritornati allo stato originario, divenendo una rilevante attrazione turistica, grazie all'opera di volontari scavatori e dei proprietari dell'ingresso.

## Ingressi
La Galleria Borbonica ha tre ingressi:
- via Domenico Morelli, vicino a piazza dei Martiri, all'interno del parcheggio Morelli
- vico del Grottone nº4, Traversa di via Gennaro Serra, nei pressi di piazza del Plebiscito, poche decine di metri sopra il palazzo della prefettura. Questo accesso fu realizzato nel XVIII secolo per permettere ai pozzari di eseguire manutenzione alle cisterne dell'antico acquedotto, adoperato per accedere al rifugio antiaereo negli anni della guerra e in seguito colmato di detriti e macerie.
- via Monte di Dio n. 14, Palazzo Serra di Cassano. Questo accesso fu realizzato nel XVIII secolo per permettere ai pozzari di eseguire manutenzione alla cisterna del Palazzo Serra di Cassano, adoperato per accedere al rifugio antiaereo negli anni della guerra e in seguito colmato di detriti e macerie.

## Galleria d'immagini

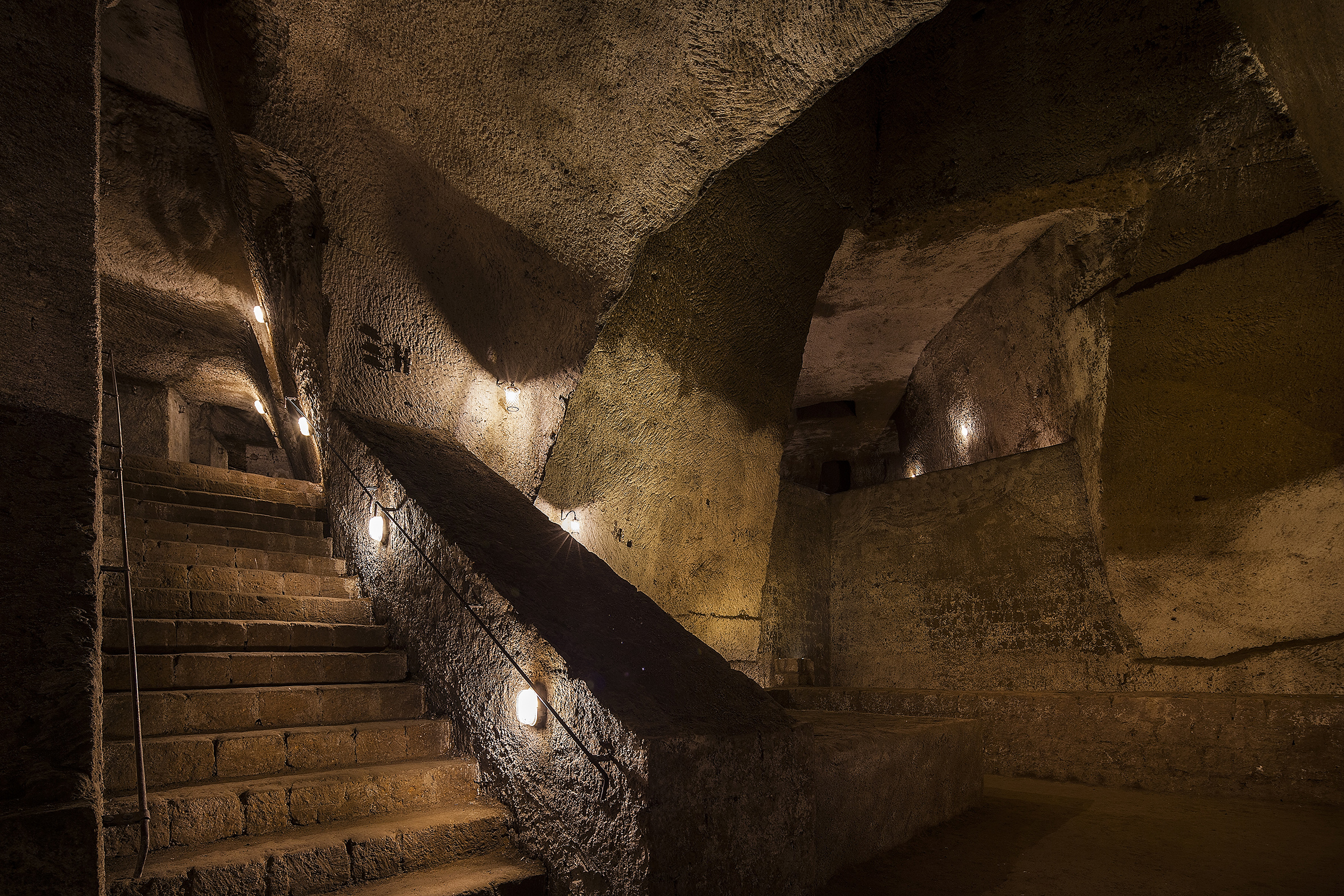
Cisterna greco-romana
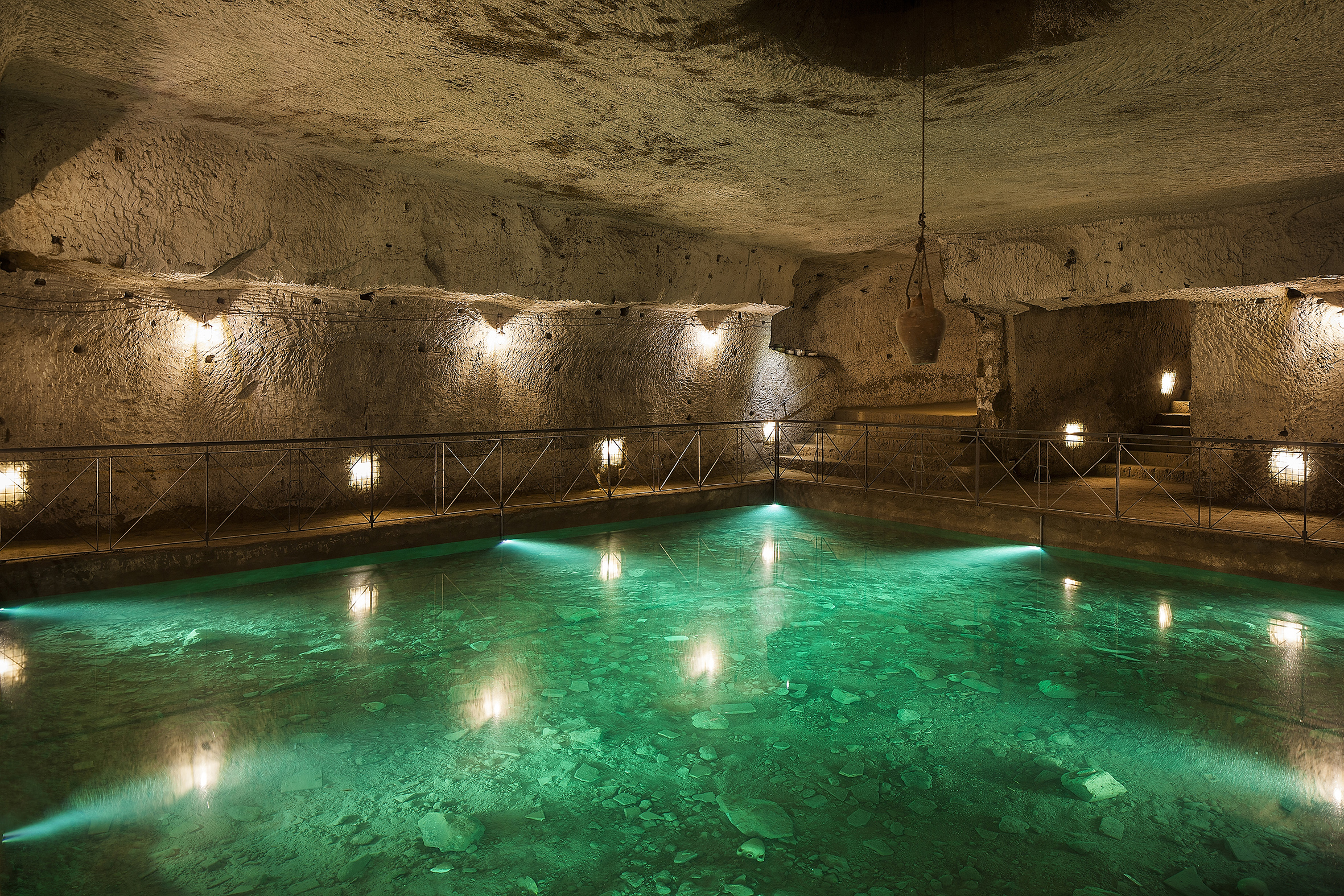
Pozzo nell'acquedotto della Bolla
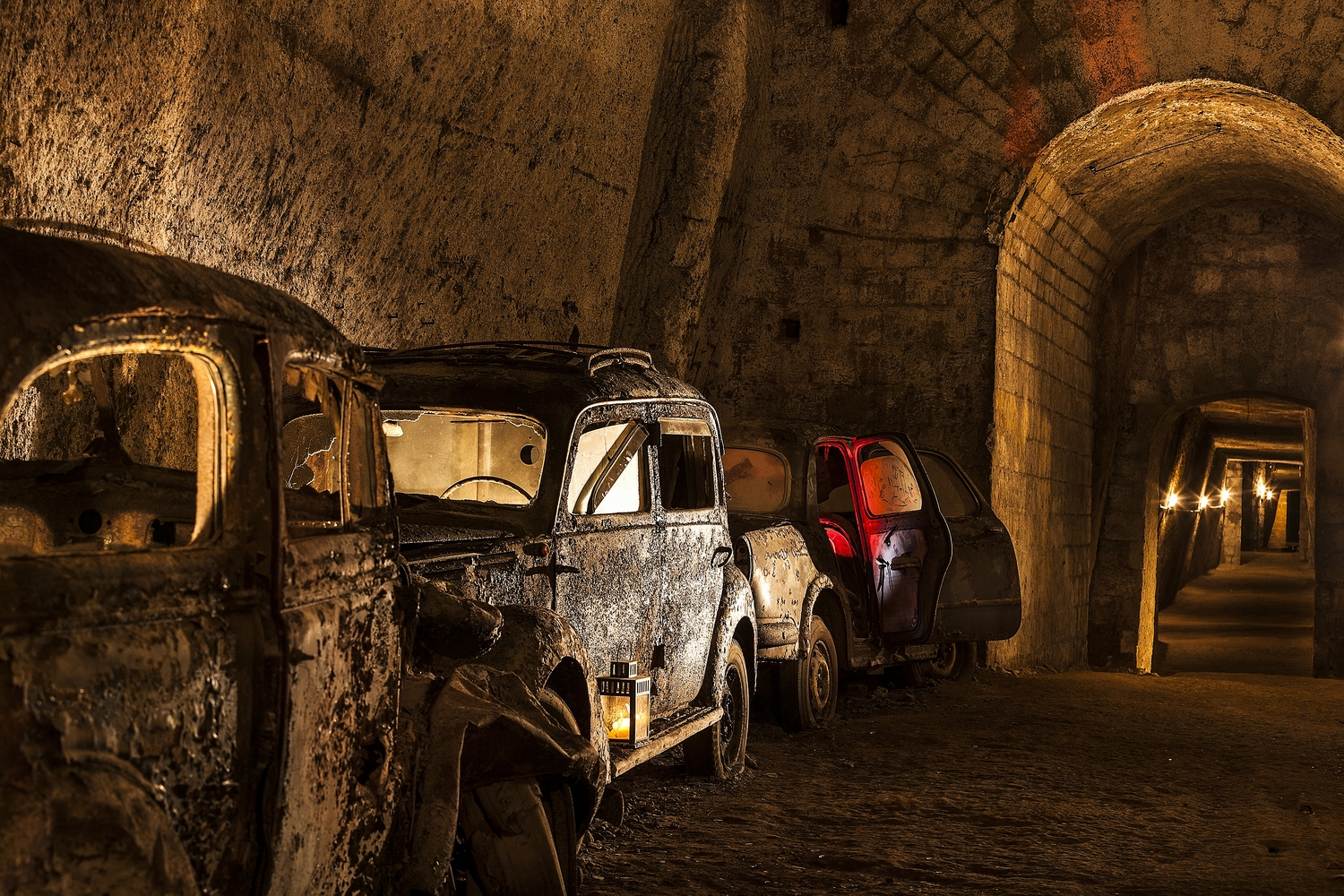
Macchine d'epoca allineate lungo il Tunnel
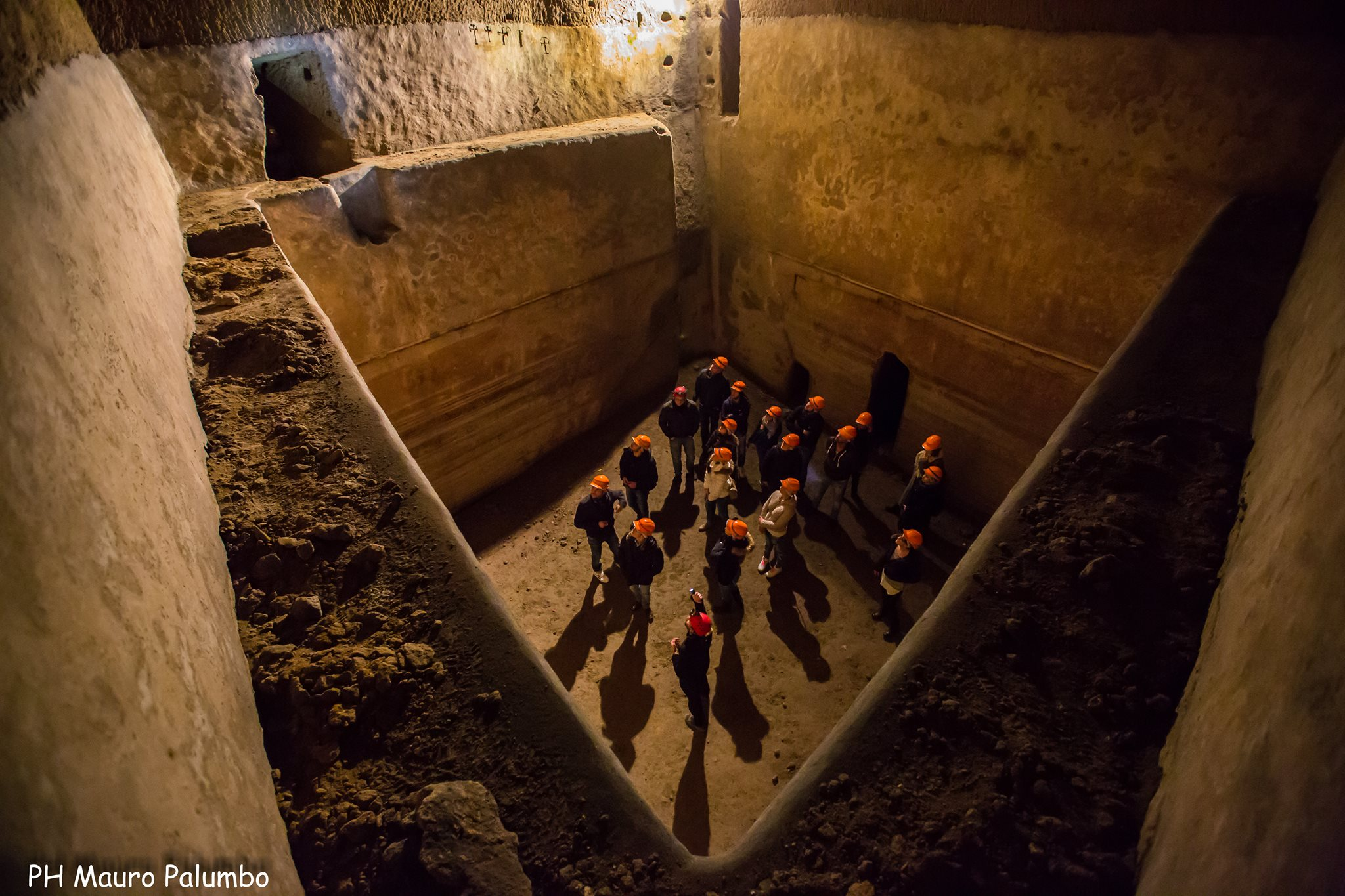
Cammino dei pozzari sul ciglio di una cisterna
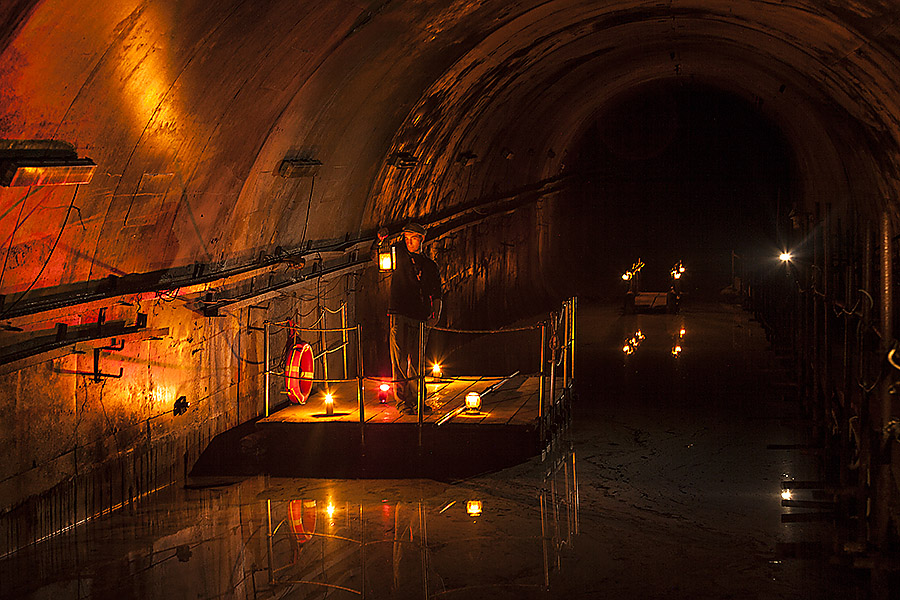
Tunnel allagato della Linea Tranviaria Rapida